# Walt Disney Pictures
Walt Disney Pictures – amerykańska wytwórnia filmowa powstała w 1983 roku w Los Angeles, wchodzące w skład The Walt Disney Company. Studio zajmuje się tworzeniem i dystrybucją głównie filmów i bajek dla dzieci i młodzieży. W ostatnich latach skupiło swoją uwagę również na produkcjach dla starszych widzów, nie zaprzestając dystrybuowania animacji z serii klasyki Disneya produkowanej przez Walt Disney Animation Studios.
Firma należy do grupy sześciu największych wytwórni filmowych w Hollywood.

## Historia
Walt Disney Pictures zostało wyodrębnione z The Walt Disney Company (wówczas nazywanej Walt Disney Productions), a tym samym w rzeczywistości odłączyło się od Walt Disney Animation Studios (studia animacyjnego powstałego w 1934 roku), w wyniku czego zapoczątkowano produkcję filmów z rzeczywistymi aktorami. Od tamtego momentu wytwórnia wyprodukowała wiele filmów z udziałem aktorów, m.in. w filmach Piraci z Karaibów: Klątwa Czarnej Perły (2003), Ultrapies (2007), High School Musical 3: Ostatnia klasa (2008), Góra Czarownic (2009) czy Alicja w Krainie Czarów (2010).
Ponadto zajmuje się produkcją i dystrybucją filmów wspólnie z innymi wytwórniami filmowymi, czyli z Pixar Animation Studios, Walt Disney Animation Studios, Studio Ghibli, ImageMovers Digital oraz DisneyToon Studios.

## Produkcja filmowa
- Victory Through Air Power (1943)
- So Dear to My Heart (1949)
- 20 000 mil podmorskiej żeglugi (1954)
- Johnny Tremain (1957)
- Latający profesor (1961)
- Rodzice, miejcie się na baczności (1961)
- Włóczęgi północy (1961)
- Dzieci kapitana Granta (1962)
- Mary Poppins (1964)
- Kochany Chrabąszcz (1968)
- Garbi znowu w trasie (1974)
- Ucieczka na Górę Czarownic (1975)
- Chrabąszcz jedzie do Monte Carlo (1977)
- Pete’s Dragon (1977)
- Powrót z Góry Czarownic (1978)
- Czarna dziura (1979)
- Garbie jedzie do Rio (1980)
- Tron (1982)
- Na drugą stronę (1982)
- Już nigdy nie zawyje wilk (1983)
- Podróż Natty Gann (1985)
- Ucieczka nawigatora (1986)
- Nie wierzcie bliźniaczkom 2 (1986)
- Kochanie, zmniejszyłem dzieciaki (1989)
- Nie wierzcie bliźniaczkom 3 (1989)
- Nie wierzcie bliźniaczkom: Hawajskie wakacje (1989)
- Człowiek rakieta (1991)
- Biały Kieł (1991)
- Opowieść wigilijna muppetów (1992)
- Kochanie, zwiększyłem dzieciaka (1992)
- Trzej muszkieterowie (film 1993)
- Hokus pokus (1993)
- W sercu Afryki (1993)
- Reggae na lodzie (1993)
- Przygody Hucka Finna (1993)
- Śnięty Mikołaj (1994)
- Biały Kieł 2: Legenda o Białym Wilku (1994)
- Daleko od domu: Przygody żółtego psa (1995)
- Tom i Huck (1995)
- Pan domu (1995)
- Chłopak na dworze króla Artura (1995)
- Pocahontas (1995)
- Daleko od domu 2: Zagubieni w San Francisco (1996)
- O czym szumią wierzby (1996)
- 101 dalmatyńczyków (1996)
- George prosto z drzewa (1997)
- Koszykarz Buddy (1997)
- Pan Magoo (1997)
- Flubber (1997)
- Nowe przygody szwajcarskiej rodziny Robinsonów (1998)
- Wielki Joe (1998)
- Bud, pies na medal (1998)
- Nie wierzcie bliźniaczkom (1998)
- Doug Zabawny (1999)
- Prosta historia (1999)
- Mój przyjaciel Marsjanin (1999)
- Inspektor Gadżet (1999)
- Dzieciak (2000)
- 102 dalmatyńczyki (2000)
- Buddy, pies na gole (2000)
- Cudotwórczyni (2000)
- Pamiętnik księżniczki (2001)
- Wielka misja Maxa Keeble’a (2001)
- Śnieżne psy (2002)
- Śnięty Mikołaj 2 (2002)
- Debiutant (2002)
- Źródło młodości (2002)
- Bejsbolista Buddy (2002)
- Piraci z Karaibów: Klątwa Czarnej Perły (2003)
- Głosy z głębin 3D (2003)
- George prosto z drzewa 2 (2003)
- Siatkarz Buddy (2003)
- Nawiedzony dwór (2003)
- Kto pod kim dołki kopie... (2003)
- Pamiętnik księżniczki 2: Królewskie zaręczyny (2004)
- W 80 dni dookoła świata (2004)
- Skarb narodów (2004)
- Garbi: super bryka (2005)
- Księżniczka na lodzie (2005)
- Opowieści z Narnii: Lew, czarownica i stara szafa (2005)
- Sky High (2005)
- Najwspanialsza gra w dziejach (2005)
- Pacyfikator (2005)
- Piraci z Karaibów: Skrzynia umarlaka (2006)
- Drużyna Buddy’ego (2006)
- Przygoda na Antarktydzie (2006)
- Vince niepokonany (2006)
- Śnięty Mikołaj 3: Uciekający Mikołaj (2006)
- Piraci z Karaibów: Na krańcu świata (2007)
- Plan gry (2007)
- Ultrapies (2007)
- Zaczarowana (2007)
- Skarb narodów: Księga tajemnic (2007)
- Cziłała z Beverly Hills (2008)
- High School Musical: El Desafio (2008)
- Viva High School Musical Meksyk: Pojedynek (2008)
- Gwiezdny zaprzęg (2008)
- Opowieści na dobranoc (2008)
- Hannah Montana & Miley Cyrus: Best of Both Worlds Concert (2008)
- High School Musical 3: Ostatnia klasa (2008)
- Kudłaty zaprzęg (2008)
- Wycieczka na studia (2008)
- Opowieści z Narnii: Książę Kaspian (2008)
- Hannah Montana: Film (2009)
- Załoga G (2009)
- Góra Czarownic (2009)
- Stare wygi (2009)
- Świąteczne psiaki (2009)
- Jonas Brothers: Koncert 3D (2009)
- Alicja w Krainie Czarów (2010)
- Książę Persji: Piaski czasu (2010)
- Fuksja – mała czarodziejka (2010)
- Niezwyciężony Secretariat (2010)
- Przyjaciel świętego Mikołaja (2010)
- Tron: Dziedzictwo (2010)
- Uczeń czarnoksiężnika (2010)
- Zaplątani (2010)
- Cziłała z Beverly Hills 2 (2011)
- Strachy na psiaki (2011)
- Bal maturalny (2011)
- Piraci z Karaibów: Na nieznanych wodach (2011)
- Muppety (2011)
- Egipskie psiaki (2012)
- John Carter (2012)
- Avengers (2012)
- Cziłała z Beverly Hills 3 (2012)
- Iron Man 3 (2013)
- Oz: Wielki i potężny (2013)
- Jeździec znikąd (2013)
- Kraina lodu (2013)
- Muppety: Poza prawem (2014)
- Czarownica (2014)
- Wielka szóstka (2014)
- Kopciuszek (2015)
- Avengers: Czas Ultrona (2015)
- Gwiezdne wojny: Przebudzenie Mocy (2015)
- Czas próby (2016)
- Łotr 1. Gwiezdne wojny – historie (2016)
- Alicja po drugiej stronie lustra (2016)
- Piękna i Bestia (2017)
- Piraci z Karaibów: Zemsta Salazara (2017)
- Pułapka czasu (2017)
- Gwiezdne wojny: Ostatni Jedi (2017)
- Han Solo: Gwiezdne wojny – historie (2018)
- Aladyn (2019)
- Król lew (2019)
- Kraina lodu II (2019)